# Microtus pinetorum
Microtus pinetorum és una espècie de talpó que es troba a l'est de Nord-amèrica.